# FTDP-17
FTDP-17あるいは17番染色体に連鎖する家族性前頭側頭型認知症パーキンソニズムとは65歳未満で発症することが多い遺伝性の神経変性疾患であり認知症、行動異常、性格変化、パーキンソン症候群を中心とする運動障害と広い臨床スペクトラムを有する疾患である。タウ遺伝子（microtubule-assositated protein tau、MAPT）に変異を有するFTDP-17（MAPT）とプログラニュリン遺伝子（progranulin、RPGN）遺伝子に変異を認めるFTDP-17(RPGN)が知られている。臨床像では両者を区別できないがFTDP-17（MAPT）はタウオパチーの代表疾患であり、FTDP-17(RPGN)はTDP-43 proteinopathyである。

## 症状
発症年齢は比較的若く65歳未満で40～50歳代が中心である。遺伝子変異部位によって臨床表現形がかなり異なる。性格変化、行動異常、認知障害、パーキンソン症候群など運動障害が特徴である。若年発症で家族歴がある場合は特に疑われる。FTDP-17（MAPT）とFTDP-17(RPGN)は臨床像からは区別できない。

## 診断
診断は遺伝子診断で行う。7番染色体でMAPTとRPGNは非常に近くに位置する。

## 病理
肉眼的病理として前頭側頭葉の萎縮を認めるがその程度は一様ではない。